# Дравсько (Великопольське воєводство)
Дравсько (пол. Drawsko, нім. Dratzig) — село в Польщі, у гміні Дравсько Чарнковсько-Тшцянецького повіту Великопольського воєводства.
Населення — 1630 осіб (2011).
У 1975-1998 роках село належало до Пільського воєводства.

## Демографія
Демографічна структура станом на 31 березня 2011 року:
|          | Загалом | Допрацездатний вік | Працездатний вік | Постпрацездатний вік |
| -------- | ------- | ------------------ | ---------------- | -------------------- |
| Чоловіки | 820     | 175                | 568              | 77                   |
| Жінки    | 810     | 158                | 488              | 164                  |
| Разом    | 1630    | 333                | 1056             | 241                  |